# Hahnia zhejiangensis
Hahnia zhejiangensis là một loài nhện trong họ Hahniidae.
Loài này thuộc chi Hahnia. Hahnia zhejiangensis được miêu tả năm 1982 bởi Da-xiang Song & Zheng.